# Domenico Gianuzzi
Domenico Gianuzzi (1596–1680) foi um prelado católico romano que serviu como bispo titular de Dioclea na Frígia (1669–1680).

## Biografia
Domenico Gianuzzi nasceu em 1596. No dia 2 de dezembro de 1669, foi nomeado durante o papado de Clemente IX como Bispo Titular de Dioclea (na Frígia). A 18 de maio de 1670, foi consagrado bispo por Pietro Vidoni, cardeal-sacerdote de São Callisto, com Federico Baldeschi Colonna, arcebispo titular de Cesareia na Capadócia, e Francesco Maria Febei, arcebispo titular de Tarso, servindo como co-consagradores. Serviu como Arcebispo Titular de Teodosia até à sua morte a 23 de agosto de 1680.
| Sucessão episcopal de Domenico Gianuzzi |
| --- |
| Enquanto bispo, foi o principal co-consagrador de: - Carlo Cerri, (1670); - Henri Provana, (1671); - Louis-Alphonse de Suarès, (1671); - Luca Tisbia, (1671); - Giovanni Geronimo Doria, (1671); - Giovanni Battista Falvo, (1671); - Francesco Maria Neri, (1672); - Carlo Vincenzo Toti, (1672); - Joannes Lucidus Cataneo, (1674); - Aloysius Bevilacqua, (1676); - Paolo Filocamo, (1676); - Antonio Molinari, (1676); - Giovanni Carlo Antonelli, (1677); - Girolamo Valvassori, (1677); - Antonio de Martini, (1678); - Maurizio Bertone, (1678); - Antonio Bighetti, (1678); - Andrea Massarenghi, (1678); - Francesco Crisolini, (1678); - Vitus Piluzzi, (1678); - Stephanus Cosimi, (1678); - Bernardino Belluzzi, (1678); - Angelo Grimaldi, (1679); - Francesco Scannagatta, (1679); e - Giovanni Battista Nepita, (1680). |